# Люка Дин
Люка Дин (на френски: Lucas Digne; роден на 20 юли 1993 г. в град Мо) е френски футболист, състезаващ се за английския Астън Вила.

## Клубна кариера

### Лил
На 27 юли 2010 Дин подписва първия си професионален контракт за период от три сезона с отбора на Лил. Преди това като юноша е играл за отбори, близки до родния му град, след което се мести в школата на Лил. През януари 2012 година подписва нов договор, който го обвързва с Лил до лятото на 2016 година. През сезон 2011/12 Дин е промотиран в първия състав и взима фланелката с номер 3. На 26 октомври 2011 година прави професионалния си дебют при победата с 3-1 в мач от турнира за Купата на лигата срещу отбора на Седан.

### Пари Сен Жермен
На 17 юли Дин преминава в Пари Сен Жермен за сума около 15 милиона евро, а договора е за срок от пет години.  За два сезона с този клуб Дин успява да стане два пъти шампион на Франция, два пъти да спечели Купата на лигата, веднъж да спечели Купата на Франция и два пъти да вдигне трофея за Суперкупата на Франция.

## Национален отбор
Дин представлява Франция до 16,17 и 18 години на Френския фестивал на футбола в град Тулон.
Повикан е за Световното първенство по футбол в Бразилия. По терените в Бразилия се подвизава с номер 17 в състава на Франция. По време на третия мач от груповата фаза е фаулиран групо от капитана на Еквадор Антонио Валенсия, за което еквадореца получава директен червен картон, а мача слага край на шансовете на еквадорците да продължат към елиминационната фаза.
Неизменен титуляр е в състава на Франция до 20 г., който печели Световното първенство до 20 години, провело се в Турция.

## Успехи

### Клубни

#### Пари Сен Жермен
- Лига 1 (2): 2013/14, 2014/15
- Купа на Лигата на Франция (2): 2013/14, 2014/15
- Суперкупа на Франция (2): 2013, 2014
- Купа на Франция: 2014/15

### Национален отбор

#### Франция до 20 години
- Световно първенство по футбол за младежи: 2013